# 李芳 (嘉靖進士)
李芳（1530年—？年），字叔承，號继泉，浙江嘉興府嘉興縣人，民籍。明朝政治人物。

## 生平
八月十三日生，行二，治《易經》，由國子生中式順天府鄉試第八十一名舉人，會試中式第一百五十九名，年三十二歲中式嘉靖四十四年（1565年）乙丑科第三甲第七十二名進士。父李湘，常舍其宅旁地建常平仓，出数千石以赈饥。李芳壬戌进士，礼部观政后，本年六月授曲周县知县，清劲明恕，行保甲法，教民以桔槔溉田，高者种木棉。四十五年闰十月调任江阴知县，时江阴多逋赋患盗，县令坐黜者数人，于是调任李芳去治理，以最徵，隆慶二年（1568年）五月行取入京，九月升任饶州府同知，萬曆四年（1576年）七月致仕。

## 軼事
《枣林杂俎》載其以惡錢警示後人之事。

## 家族
曾祖李伯珪；祖李江；父李湘，字本澄，號東泉，贈知县；嫡母胡氏，贈孺人；生母陳氏（1498—1589年），封太孺人。慈侍下，妻王氏，兄李敷；李輝（庠生）。子李原中，字君时，万历己丑进士。侄子李衷纯（李敷子），字广霞，號玄白，诗人。